# Guide du rôliste galactique
Pour les articles homonymes, voir Grog (homonymie).
Le Guide du rôliste galactique, abrégé en GRoG, est une encyclopédie en ligne sur les jeux de rôle, créée au début des années 2000.
Le Guide du rôliste galactique (GROG) est aussi le nom de l'association française gérant ce site web.
Le titre est une allusion au Guide du voyageur galactique.

## Structure du site
Le site, relié à une base de données, propose la description neutre et factuelle des ouvrages publiés (auteurs, éditeur, date de parution, contenu, etc.), ainsi que la description générale de la gamme à laquelle ils se rattachent. Le GRoG référence également les éditeurs, les biographies des auteurs (et illustrateurs, etc.) et les systèmes de règles. La base répertorie aussi des jeux de rôle amateurs publiés sur internet.
Les visiteurs du site peuvent critiquer l'ouvrage dont ils lisent la fiche, donnant à l'ouvrage une note (sur 5)  associée à une critique argumentée. Les auteurs d'un ouvrage peuvent également saisir des « mots des auteurs » pour apporter des témoignages ou répondre à certaines critiques. Il est également possible de poster des commentaires sur les articles consacrés aux jeux amateurs.
Le site propose également des articles sur le jeu de rôle : actualités, articles de fond… ainsi qu'un journal de bord hebdomadaire.
Certaines fonctionnalités du GRoG ont disparu à la suite de la refonte du site en 2009, notamment le portail de liens.

## Histoire du site

### 2000-2008: première version du site
La première version du site est en ligne de 2000 à 2008. Elle était hébergée sous le nom de domaine roliste.com. Les visiteurs postaient librement critiques et nouvelles, qui étaient ensuite validées par les administrateurs, et d'autres contributions se faisaient par des envois d'e-mail.

### Changement de version en 2008-2009
À la suite d'un conflit interne à l'association, le site fut indisponible quelques jours, puis fonctionna sous la forme d'un blog sur le nouveau domaine legrog.org d'octobre 2008 à mai 2009, avant de reprendre son fonctionnement normal. L'architecture technique du GRoG fut entièrement révisée à cette occasion. L'association publia des excuses publiques et racheta son ancien nom de domaine roliste.com, tout en conservant également legrog.org.

### Depuis 2009: la deuxième version du site
Depuis le changement d'architecture du site en 2009, il est nécessaire de s'inscrire pour soumettre des critiques, et de contacter les administrateurs pour participer de manière plus active avec des fiches, des articles, etc. L'inscription permet également de bénéficier de certaines fonctions du site, comme de pointer les ouvrages que l'on possède et se constituer ainsi un index bibliographique personnel.

## Les contributions au GRoG
Le corps des contributeurs réguliers du GRoG (appelés matelots) est distinct de l'association : il n'est pas nécessaire de faire partie de l'association pour être contributeur, et vice-versa. Il est également possible d'être donateur afin d'aider financièrement l'association.
La plupart des éléments du GRoG forment une œuvre collective (fiches, actualités...), d'autres éléments restent propriétaires de leurs auteurs (critiques, articles, design du site...), et certains éléments restent propriétaires des éditeurs de jeux (images des ouvrages, etc.). Son contenu est pleinement protégé par le droit d'auteur.

### Contributions de partenaires
Avec l'accord des ayants droit, la base du GRoG inclut, parmi les critiques d'ouvrages référencées, des articles en provenance de magazines et de sites extérieurs. Les magazines et sites concernés sont :
- Casus Belli, avec distinction entre époques 1980-1999 ou 2000-2006 ;
- Jeu de rôle magazine ;
- Le Maraudeur ;
- Présence d'esprits ;
- Jeux d'ombres ;
- 2d+3, ancienne émission télévisée sur Canal Web[14].

Le GRoG étant une référence encyclopédique, de nombreux sites de jeux de rôle l'utilisent comme référence, par exemple en affichant l'un de ses flux RSS. En dehors d'accords publicitaires avec des boutiques spécialisées, le site comporte également des liens vers des sites d'informations partenaires francophones, présents sur les pages des jeux concernés.

## Le GRoG d'or
Chaque mois, les contributeurs au GRoG se réunissent et élisent le Jeu du mois, un jeu ayant eu une actualité récente fichée sur le site. Chaque année, les 12 jeux du mois concourent au prix du GRoG d'or pour l'élection du jeu coup de cœur de l'année.
Cette récompense a acquis une certaine notoriété, y compris dans les pays anglophones.

### Liste des jeux récompensés par le GRoG d'or
- 2001 : Blue Planet[18]
- 2002 : Nobilis[19]
- 2003 : Transhuman Space[20]
- 2004 : Orpheus[21]
- 2005 : Vermine
- 2006 : COPS
- 2007 : Warhammer[22]
- 2008 : Warhammer 40K[23]
- 2009 : Hellywood
- 2010 : Doctor Who
- 2011 : Tenga[24]
- 2012 : Würm[25]
- 2013 : Apocalypse World
- 2014 : Star Wars - Edge of the Empire
- 2015 : Dungeons & Dragons (5e édition)
- 2016 : Sombre[26]
- 2017 : Degenesis
- 2018 : Brigandyne
- 2019 : Meute
- 2020 : Dieux ennemis
- 2021 : Le Cabinet des murmures
- 2022 : Knight
- 2023 : Dune (2d20)
- 2024 : City of Mist
- 2025 : Sans Cœur

### Trophées du public
En mai 2010, pour les 10 ans du site, le GRoG organisa l'élection des Trophées du public. Les jeux proposés étaient les différents Jeux du mois depuis la création du GRoG. Tout visiteur inscrit pouvait voter pour sa gamme favorite dans plusieurs catégories. Les résultats furent dévoilés en septembre 2010, à l'occasion du salon Le Monde du jeu à Paris.
- Victoire du Grog du meilleur système décernée à L'appel de Cthulhu
- Victoire du Grog du meilleur univers décernée à Shadowrun
- Victoire du Grog des meilleurs scénarios/campagnes décernée à L'appel de Cthulhu
- Harpon d'adamantium de la meilleure gamme décerné à L'appel de Cthulhu
- Bosco d'argent du meilleur jeu d'initiation décerné à Chroniques Oubliées
- Rame de mithril de l'originalité décernée à Patient 13
- Palme de groguium du meilleur jeu décernée à L'appel de Cthulhu